# 神山卓也
神山 卓也（かみやま たくや、1983年1月9日 - ）は、日本の俳優、モデル。京都府出身。フラッシュアップ所属。

## 出演

### 広告

#### テレビ
- パナソニック「ジアイーノ」（2018年）
- バイセルテクノロジーズ「スピード買取.jp」（2018年）
- 東洋水産「麺づくり」（2017年）
- ＪＸＴＧエネルギー「ENEOS」＜ＥＮＥＯＳエネルギーソング 発表編＞（2017年）
- 明治安田生命（2017年）
- BuySell Technologies「買取.jp 着物買取」（2017年）
- アサヒ「三ツ矢サイダーW」（2017年）
- かっぱ寿司「夏の食欲編」（2016年）
- ネスカフェ（2016年）
- P&G「レノア PepeSumer」（2016年）
- A.T.brides「すぐ婚navi」（2016年）
- 鈴乃屋　＜特別な日、思い出を着る。＞（2015年）
- 中日本高速道路　＜東名集中工事＞（2015年）
- ジェームス（2015年）
- サントリー「伊右衛門茶」（2015年）
- 第一生命保険　＜一生涯のパートナー 2つのぬいぐるみ篇＞（2015年）
- AOKI「ウルトラクールシャツ」＜バスケ篇＞（2015年）
- スズキ株式会社（2014年）
- HONDA「バイクが好きだ」＜みんなでオフしよう！篇＞（2014年）
- 日清医療食品（2014年）
- 花王「リセッシュ　デオドラントパワー」（2014年）
- 日本和装×大奥（2012年）

#### WEB
- DeNA×日産自動車「Easyride」（2018年）
- ユニ・チャーム（2018年）
- 大塚製薬「BODY MAINTE」（2017年）
- アクアパーク品川「STAR AQUARIUM by NAKED -Gold Christmas-」（2017年）
- カーセンサー（2017年）
- SUBARU「DIAS WAGON」（2017年）
- 旭化成ホームズ（2016年）
- UQコミュニケーションズ（2016年）
- THERMOS　タンブラー（2016年）
- 富士通「arrows life」（2016年）
- キャノン（2015年）
- ヘインズブランズジャパン（2015年）
- SUZUKI（2015年）
- 日本コカ・コーラ（2014年）
- サントリー「モルツ」（2014年）
- ブリティッシュ・アメリカン・タバコ社「KOOL」（2013年）
- 福屋工務店（2006年）

### インフォマーシャル
- 「GMOインターネット株式会社」（2014年）
- 「TSUTAYA」（2014年）
- アサヒ「金の微糖」（2014年）
- KIRIN「トロピカーナ」（2014年）
- 「adidas」（2013年）
- 大塚製薬「ソイカラ」（2013年）
- 大鵬薬品「チオビタドリンク」（2013年）
- 大正製薬「RAIZIN」（2013年）
- ナムコ「ガンダムオンライン」（2013年）
- 「Windows 8」（2012年）
- 東京海上日動あんしん生命（2012年）

### カタログ・チラシ
- 中央大学（2016年）
- THERMOS「タンブラー」（2016年）
- SEIYU（2014年）
- 岡村製作所（2012年）

### 舞台
- 演劇革命企画「熱風」（2016年）
- le coeul「well so mellow」 刑事役（2013年）

### 映画
- 「大奥」＜右衛門佐・綱吉篇＞右衛門佐府中臈役（2012年）

### テレビドラマ
- 結婚相手は抽選で（2018年、フジテレビ）